# Union des corporations françaises
L'Union des corporations françaises (UCF), anciennement dénommée la Confédération de l'intelligence et de la production française (CIPF), est une association professionnelle liée à l'Action française et fondée le 21 mars 1920 par Georges Valois. Elle promeut un corporatisme inspiré des idées de René de La Tour du Pin.

## Genèse
Lors du septième congrès de l'Action française en janvier 1920, Georges Valois émet l'idée de former une Confédération de l'intelligence et de la production française pour contrebalancer la Confédération générale de la production française lancée par Louis Loucheur et Étienne Clémentel le 1er juillet 1919. Son objectif est d'initier des syndicats ouvriers satellites de l'Action française. Durant cette période, Georges Valois a une influence primordiale sur la trajectoire économique de l'Action française avec « l’appui plein et entier de Maurras qui dresse de lui un portrait très élogieux » .
Ainsi, Georges Valois, Jacques Arthuys, Firmin Bacconnier et Georges Coquelle fondent la CIPF afin de « rebâtir l'économie du pays sur une base corporative ».
Georges Valois élabore une stratégie pour la CIPF dont la méthodologie est la suivante : un appel à tous les producteurs doit être lancé, l'adhésion est individuelle et enfin il s'agit d'avoir une « attitude à l’égard des syndicats actuels ».

« Trois cas de figures sont envisagés. Si des syndicats existent et sont importants, il n’est pas question d’en créer de nouveaux : « Dans ce cas, on ne fondera pas de syndicats, mais l’on constituera des comités d’action sur le flanc des organisations existantes ». A l’inverse, si les syndicats sont squelettiques dans la corporation, « on fondera de nouveaux syndicats qui deviendront les syndicats officiels et qui adhèreront immédiatement à la Confédération. ». Un dernier cas de figure est envisagé, celui où il n’existe aucun syndicat digne de ce nom (ce qui vise les « syndicats jaunes ») : de nouveaux syndicats doivent être créés. »

— Olivier Dard

### Les débuts prometteurs

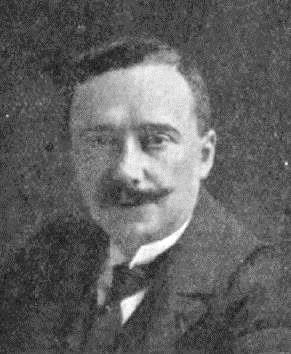
Georges Valois, président de la Confédération de l'intelligence et de la production française.

Dès lors, Georges Valois s'en prend ouvertement à Léon Jouhaux, secrétaire générale de la Confédération générale du travail en dénonçant les conséquences de la Révolution française sur la classe ouvrière et le syndicalisme français. Il oppose à cela la « corporation moderne » vantée comme une nouvelle voie pour le syndicalisme.
Le corpus doctrinal est abondamment puisé dans le corporatisme catholique de René de La Tour du Pin.
Les sections d'Action françaises suivent cette dynamique et organisent de multiples conférences sur  l’Économie nouvelle » voire fondent des cercles d'études économiques et sociales.
La pensée se traduit aussi en action, comme à Compiègne, où les militants d'Action française conduits par Alexandre Roche vont porter la contradiction dans une réunion de la Section française de l'Internationale ouvrière en mai 1920, ou encore à Marseille où un groupe économique est formé sous la direction du docteur Roublon en vue de convertir des militants ouvriers dans le quartier de la Blancarde le 17 avril 1920.
À Lille-Roubaix-Tourcoing, la première conférence est présidée par Louis Nicolle, président de la Société industrielle du Nord en présence du secrétaire de la Chambre de commerce, Guilbaut et de Vallas, doyen honoraire de la faculté de droit de Lille. À Nantes, un comité est créé en avril 1920 et Georges Valois y fait deux réunions devant « l’élite des producteurs, patrons employés, techniciens et ouvriers »,. L'Action française peut compter sur ses relais chez les industriels de la biscuiterie en Loire inférieure dont le comité CIPF est présidé par le sénateur Jean-Babin-Chevaye. Dans le Nord, Georges Valois peut compter sur le soutien d'Eugène Mathon, maître d'oeuvre du Comité central de la laine. À Lyon, Georges Valois et Georges Coquelle discourent le 14 mai 1920 dans la salle des réunions de la chambre de commerce de Lyon sous l'oeil de Charles Roux, directeur du journal Les intérêts économiques du Sud-Est. À Toulouse, une réunion réunit trois cents personnes le 16 mai 1920 sous la présidence de Mestre de la faculté de droit et impulse la création d'un comité dont le secrétaire provisoire est Jehan de Telix, ingénieur-électricien aux usines Latécoère.

### Un ancrage sociologique difficile
Malgré cette effervescence, l'historien Olivier Dard constate un décalage entre la représentation patronale et la représentation ouvrière « la seconde ayant du mal à trouver ses marques à l’exception du Nord (adhésion à la CIPF du syndicat des Employés de Roubaix) ou de certaines catégories (ouvriers d’imprimerie, conducteurs) ». De plus, le CIPF pénètre difficilement le débat public malgré les progrès effectués depuis le Cercle Proudhon. En effet, le mensuel La Production française aurait compté 5000 abonnés contre 100 aux Cahiers du Cercle Prouhdon. Les autres quotidiens nationalistes relaient favorablement à l'initiative mais la presse professionnelle se montre plus réservée.
Le premier comité de direction comprend Bernard de Vesins, Albert Maumemé, Julien Malézieux, Maurice Denis, Albert Pillon, Georges Coquelle, Georges Navion-Leclerc, Hervé Le Grand et Rémi Wasier.

## Les Semaines

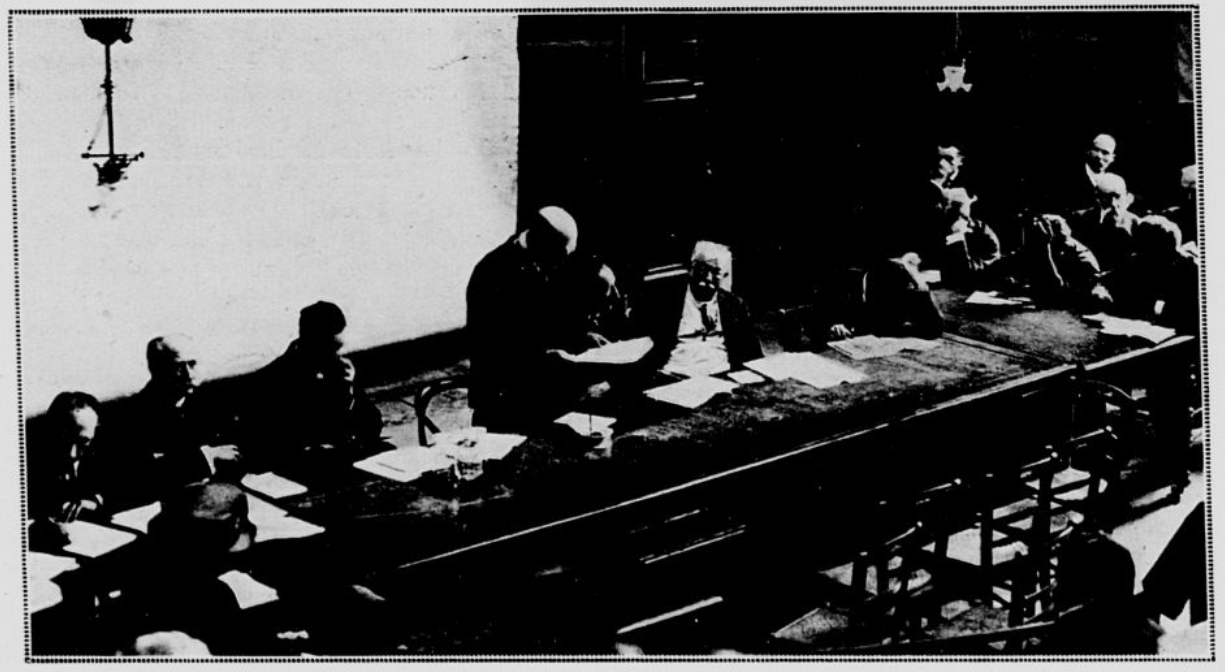
Séance d'ouverture de la Semaine de la Monnaie sous la présidence du sénateur Raphaël-Georges Lévy le 6 juin 1922 à Paris.

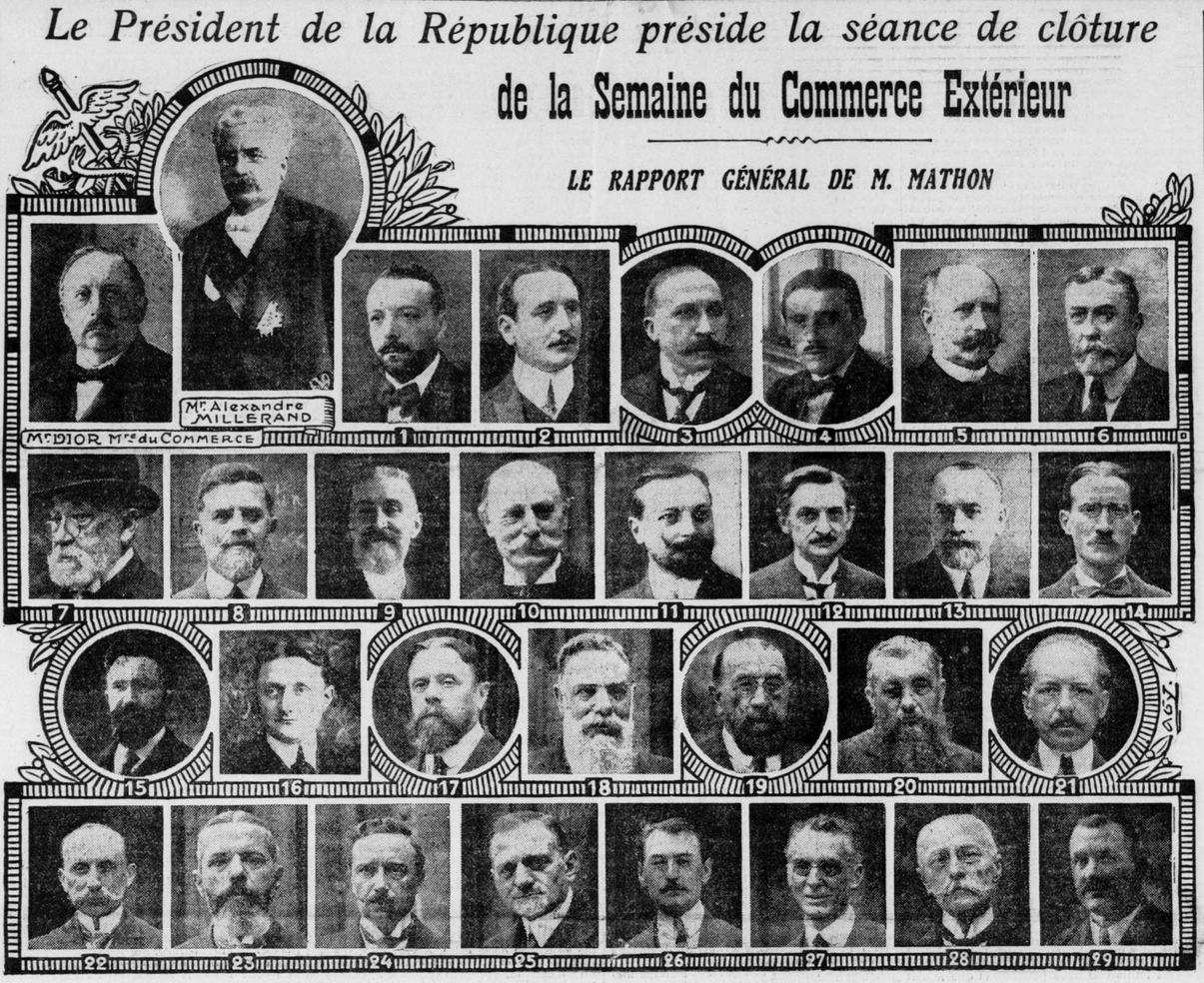
Orateurs de la Semaine du Commerce Extérieur du 20 au 24 juin 1921.

Dans la perspective de recruter au-delà du giron de l'Action française, Georges Valois met sur pied des Semaines dites « d’organisation » patronnées par diverses entités ou spécialités comme l’Association nationale d’expansion économique (ANEE), l’Union des intérêts économiques ou encore le comité Mascuraud. Les deux Semaines les plus mémorables sont celles de la Semaine du Commerce extérieur, organisée en juin 1921 en concertation avec l’Association nationale d’expansion économique avec Eugène Mathon et Alexandre Millerand et la Semaine de la Monnaie de juin 1922 avec Jules Descamps de la Banque de France, François Marsal et Eugène Mathon. Ces manifestations sont de véritables succès et rencontrent un écho important dans la presse. Georges Valois les conçoit comme des tremplins pour « créer [de nouveaux comités] sur la base des propositions formulées à l’occasion de la rencontre des comités spécialisés » et viser l'organisation d'États généraux « permettant la mise sur pied d’une représentation des professions face à l’Etat ». Malheureusement pour Valois, la réunion de lancement des États généraux le 18 décembre 1922 salle Wagram, présidée par Eugène Mathon est considérée comme une initiative limitée à l'Action française. Les comités en province se calquent sur l'exemple de cette première assemblée et organisent les leurs. Ces réunions sont rapportées dans Les Cahiers des Etats généraux à partir d'avril 1923.
Le succès des Semaines demeure conjoncturel et conditionnel car les industriels et groupements économiques n'adhèrent pas unanimement au royalisme et se distancient de l'entreprise de Georges Valois à l'approche des élections législatives et de l'élection présidentielle de 1924 dont les résultats sont mauvais pour l'Action française.
Georges Valois échoue à fédérer d'autres groupements et l'Action française se retrouve à devoir compter sur ses propres forces en tentant de développer une Union des corporations françaises.

## L'échec de la mutation en Union des corporations françaises

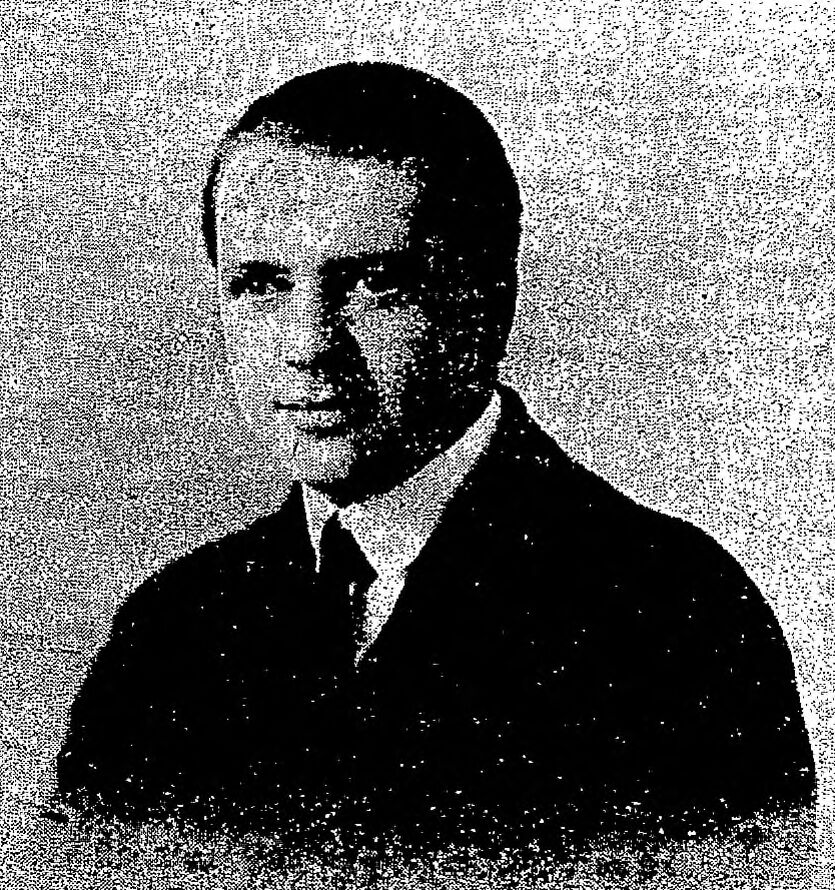
Pierre Chaboche, président de l'Union des corporations françaises.

En décembre 1923, la Confédération de l'intelligence et de la production française se transforme en Union des corporations françaises. L'UCF marque une nouvelle étape de la stratégie de Georges Valois qu'il conçoit comme une sorte de « contre-société » d’Action française fondée autour de principes maurrassiens et corporatifs traditionalistes construite avec les militants les plus décidés.
L'organisation repose sur l'autorité et la hiérarchie :

« L’Union conçoit l’organisation du travail non comme une assemblée d’égaux, ou comme une République constitutionnelle mais comme une hiérarchie de chefs, depuis celui dont le commandement s’exerce sur une machine jusqu’au chef suprême d’une entreprise »

— Georges Valois
L'Union des corporations françaises se décline en plusieurs services : office de placement, service d'escompte, bureau spécial d'assurances, service de renseignements fiscaux, service de relations commerciales et office de consultations techniques, union coopérative automobile et même en colonies de vacances,.
Le congrès de novembre 1924 présente des résultats mitigés. L'Union des corporations françaises n'obtient pas de résultats tangibles malgré la formation de quelques corporations.
À l'instar du Cercle Proudhon, la tentative d'implantation de l'Action française dans les classes populaires est un échec. C'est cet échec qui motive Georges Valois à se réorienter vers le fascisme puis la république syndicale. Georges Valois se sépare de l'Action française durant l'automne 1925 en fondant le journal Le Nouveau Siècle et le premier mouvement fasciste français Le Faisceau. De l'équipe fondatrice, il ne reste plus que Firmin Bacconnier. Pierre Chaboche, propriétaire des poêles Salamandre, succède à Georges Valois comme président de l'Union des corporations françaises. Plus tard, c'est Jacques Delafon des établissements Jacob Delafon qui en devient le président,.
Entre 1927 et 1928, la propagande s'intensifie en province avec le passage de vingt-six à quatre-vingt-neuf centres d'informations et la parution d'un mensuel La Production Française. Les Cahiers de la Corporation publient les textes des conférences.

## Les années 1930

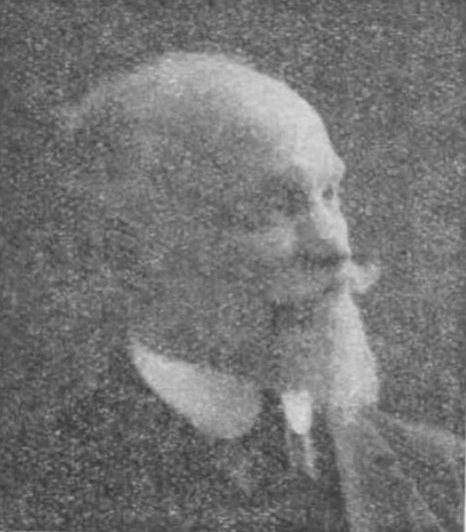
Firmin Bacconnier, président de l'Union des corporations françaises.

Pendant les années 1930, l'UCF se fait toujours plus conservatrice en « s'opposant à la loi des huit heures, aux assurances sociales, et proposant de résoudre la « crise » par des mesures protectrices et l'entreprise privée ».
En 1934, les membres de l'UCF créent l'Institut d'études corporatives et sociales dirigé par Maurice Bouvier-Ajam, avec Firmin Bacconnier, Claude Joseph Gignoux de la Journée industrielle secondé notamment par Louis Salleron. Ce groupe forme le noyau de l'Office central d'organisation corporative durant le régime de Vichy. Néanmoins, le projet corporatif de l'Union des corporations françaises est encore très éloigné de celui du régime de Vichy. C'est seulement en mars 1936 qu'un plan d'organisation corporative déposé par six députés dont René Dommange, Jean Le Cour-Grandmaison et Xavier Vallat dessine les contours du projet corporatif pétainiste. Un projet qui traduisait les vues de l'Institut d'études corporatives et sociales, de l'Union des corporations françaises et de l'Action française qui voulaient remplacer « la conception de l'Individu par celles de la Famille, du Métier, de la Région ».

## Presse
- Cahiers des États généraux dans Retronews, les archives numériques des journaux de la BnF.